# Supercoppa Primavera 2012
La Supercoppa Primavera 2012 si è disputata mercoledì 5 settembre 2012 al Carlo Speroni di Busto Arsizio.
La sfida ha visto contrapposte le formazioni Primavera di Inter, campione d'Italia di categoria, e Roma, detentrice della Coppa Italia. Nel primo tempo i giallorossi sono andati quasi subito in vantaggio, raddoppiando nei minuti di recupero: all'inizio della ripresa l'Inter ha accorciato le distanze, senza però riuscire a cambiare il risultato.
Per i capitolini si tratta del primo successo in tale competizione.

## Tabellino
| Arbitro: | Maresca (Napoli) |

|            |           |                         |
| Livaja 59’ | Marcatori | 4’ Bumba 45+1’ Frediani |

| Inter | Roma |